# Pablo Maqueda
Pablo José Maqueda Andrés (* 18. Januar 1971 in Barcelona) ist ein ehemaliger spanischer Fußballspieler.

## Karriere
Maqueda begann seine Karriere bei FC Barcelona. Mit dem Verein wurde er 1991/92 und 1992/93 spanischer Meister. 1992 gewann er mit dem Verein den Europapokal der Landesmeister. 1993 wechselte er zu Real Oviedo. 1995 wurde er an den Zweitligisten RCD Mallorca ausgeliehen. 1995/96 wurde er mit dem Verein Tabellendritter. 1996 kehrte er zu Real Oviedo zurück. Für dem Verein bestritt er 71 Erstligaspiele und schoss dabei 11 Tore. 1997 wechselte er zum japanischen Erstligisten Avispa Fukuoka. 1998 kehrte er nach Spanien zurück. Von 1998 bis 2000 war er beim Zweitligisten UE Lleida unter Vertrag. 2000 beendete er seine Karriere als Fußballspieler.

## Erfolge
FC Barcelona
- Spanischer Meister: 1991/92, 1992/93
- Europapokal der Landesmeister: 1991/92